# 酒井忠篤 (庄内藩主)
酒井 忠篤（さかい ただずみ）は、江戸末期の大名。明治時代から大正時代にかけての日本の華族、陸軍軍人。華族としての爵位は伯爵、軍人としての最終階級は陸軍中尉。
酒井左衛門尉家17代当主として出羽庄内藩の第11代藩主となったが、明治元年に王師に抗したため蟄居・改易となったが、弟・忠宝が家名再興を許され最後の藩主となった。明治13年（1880年）に弟に家督を譲られて19代当主となり、華族の伯爵に列する。

## 生涯
嘉永6年（1853年）2月13日、第9代藩主・酒井忠発の5男として生まれる。文久2年（1862年）、叔父で第10代藩主の酒井忠寛が24歳で死去したため、その養子として跡を継ぐ。文久3年（1863年）10月26日、従四位下、左衛門尉に叙任する。
幕末期の動乱の中では、譜代大名の中でも有力な名門出身のため、文久3年（1863年）4月15日に新徴組を預けられ、11月には江戸市中取締役に任じられた。元治元年（1864年）8月18日には田川・由利郡など2郡、およそ2万7000石を加増されて17万石の大名となった。
慶応2年（1866年）、大凶作で減税を求める郡中騒動が起こるが、松平権十郎ら主流派（佐幕派）によって鎮圧された。この功績により藩内で勢力を持った主流派は、慶応3年（1867年）に藩政改革や政治方針で対立していた酒井右京ら公武合体派を逮捕投獄・粛清して、藩論を佐幕派で統一した（大山庄大夫一件、「丁卯の大獄」とも）。そして同年12月25日には薩摩藩江戸屋敷を焼き討ちした（江戸薩摩藩邸の焼討事件）。
慶応4年（1868年）からの戊辰戦争では、幕府軍が敗れた後も奥羽越列藩同盟の一員として新政府軍と戦う。秋田藩・新庄藩そして新政府軍本体による攻撃をも破り、連戦連勝した。しかし、周辺の幕府派の藩が次々と降伏する事態を受け、ほぼ無敗のまま9月25日に降伏し、9月27日に開城して謹慎を命じられた。12月7日には新政府に反逆したとして、改易に処せられた。後に庄内藩は弟の忠宝が藩主となり、12万石に削減された上で存続を許された。
明治2年（1869年）9月23日、忠篤は罪を許された。明治3年（1870年）に薩摩に移った。明治4年（1871年）7月に兵部省に出仕し、明治5年（1872年）2月に陸軍少尉に任じられた。同年3月辞任し、4月からは軍制研究のためにドイツに留学し、明治12年（1879年）6月に帰国した。その間、明治10年4月、陸軍中尉に任官する。明治13年（1880年）2月、養子忠宝の隠居により、再び家督を相続した。同年3月、政界から引退した。同年4月、陸軍歩兵中尉を辞任する。明治14年（1881年）に鶴岡へ帰っている。明治17年（1884年）7月に華族令によって伯爵となった。
大正4年（1915年）6月6日に死去。享年63。

## 栄典
- 1884年（明治17年）7月7日 - 伯爵[3]

## 家族
- 父：酒井忠発 ‐ 庄内藩9代当主。8代当主酒井忠器の長男。
- 母：五百子 - 荻原紋蔵の娘
- 養父：酒井忠寛 ‐ 庄内藩10代当主。酒井忠器の十二男、忠発の弟。
- 弟：酒井忠宝 ‐ 庄内藩12代当主。酒井忠発の六男。
- 正室：鎮 - 徳川慶頼の三女、公爵徳川家達の妹
- 生母不詳の子女
  - 長女：酒井長子 - 男爵酒井忠精室
  - 次女：酒井米子（1885年生） - 子爵大給近孝正室
  - 三女：酒井高子（1887年生） ‐ 酒井忠純（酒井忠宝 (庄内藩主)長男）の妻[4]
  - 長男：酒井忠良 (伯爵)（1888-1962） ‐ 妻は大給近孝の妹
  - 次男：酒井忠孝（1890-1956）
  - 三男：酒井忠悌（1893-1962）
  - 四女：酒井歌子（1899年生） - 大達茂雄室
- 養子
  - 女子：酒井璦子 - 内藤信任室、内藤信美の娘

## 南洲翁遺訓
忠篤と旧庄内藩士七十余名は、明治3年（1870年）に薩摩を訪ね西郷に学んだ。これは戊辰戦争における庄内藩への寛大な処置に対する感謝と、西郷の思想に強く共鳴するものがあったからである。明治22年（1889年）、西郷が大日本帝国憲法発布に伴う大赦によって赦されると、三矢藤太郎を中心とする旧庄内藩士らによって西郷の教えが纏められ、翌明治23年（1890年）に『南洲翁遺訓』として発刊された。